# San Marco (titolo cardinalizio)
San Marco (in latino: Titulus Sancti Marci), in origine Iuxta Pallacina, è un titolo cardinalizio istituito da papa Marco nel 336. Secondo il catalogo di Pietro Mallio, stilato durante il pontificato di papa Alessandro III, il titolo era collegato alla basilica di San Pietro e i suoi sacerdoti vi celebravano messa a turno. Il titolo insiste sulla basilica di San Marco Evangelista al Campidoglio.
Dal 28 giugno 2018 il titolare è il cardinale Angelo De Donatis, penitenziere maggiore.

## Titolari
Si omettono i periodi di titolo vacante non superiori ai 2 anni o non storicamente accertati.
- Epifanio (494 - ?)
- Cipriano e Abbondio (menzionati nel 499)
- Stefano (menzionato nel 595)
- Stefano (745 - prima del 761)
- Filippo (761 - prima del 797)
- Gregorio, O.S.B. (797 - dicembre 827 eletto papa con il nome di Gregorio IV)
- Adriano (?) (844 - prima dell'853)
- Adriano (853 - novembre/dicembre 867 eletto papa con il nome di Adriano II)
- Pietro (prima del 1012 - prima del 1033)
- Pietro (1033 - prima del 1049)
- Giovanni (1049 - circa 1058)
- Bonifazio (1058 - prima del 1062)
- Bonifazio (?) (1062 - circa 1088)
- Leone (1088 - ?)
- Bonifazio (o Bonifacio) (circa 1114- circa 1129)
- Pietro (1130 - 1130 ? deceduto)
- Innocenzo Savelli (1130 - circa 1133 deceduto)
- Guido del Castello (o de Castellis) (dicembre 1133 - 26 settembre 1143 eletto papa con il nome di Celestino II)
- Gilberto (17 dicembre 1143 - 1149 ? deceduto)
- Giovanni (1149 - 1151 ? deceduto)
- Rolando Bandinelli (o Orlando), C.R.L. (1151 - 7 settembre 1159 eletto papa con il nome di Alessandro III)
- Antonio (1163 - 1167 ? deceduto)
- Giovanni de' Conti di Segni (1167 - 1190 nominato cardinale vescovo di Palestrina)
- Giovanni (1186 - ? deceduto)
- Guido (1191 - prima del 1198 deceduto)
- Goffredo da Castiglione (18 settembre 1227 - 1239 nominato cardinale vescovo di Sabina)
- Guillaume de Bray (22 maggio 1262 - 29 aprile 1282 deceduto)
  - Titolo vacante (1282 - 1289)
- Pietro Peregrossi (detto Milanese) (1289 - luglio 1295 deceduto)
  - Titolo vacante (1295 - 1317)
- Gian Gaetano Orsini, diaconia pro illa vice in commendam (16 settembre 1317 - 27 agosto 1335 deceduto)
  - Titolo vacante (1338 - 1348)
- Bertrando di Deux (18 dicembre 1338 - 4 novembre 1348 nominato cardinale vescovo di Sabina)
  - Titolo vacante (1348 - 1356)
- Francesco degli Atti (23 dicembre 1356 - 25 agosto 1361 deceduto)
- Jean de Blandiac (17 settembre 1361 - settembre 1372 nominato cardinale vescovo di Sabina)
- Bertrand de Cosnac, C.R.S.A. (marzo 1372 - 17 giugno 1374 deceduto)
  - Pierre Amiehl de Brénac, O.S.B.Clun. (18 dicembre 1379 - 10 agosto 1389 deceduto), pseudocardinale dell'antipapa Clemente VII
- Giovanni Fieschi (1380 - 1384 deceduto)
- Ludovico da Venezia, O.F.M. (1382 - 11 gennaio 1386 deceduto)
  - Titolo vacante (1386 - 1405)
- Angelo Correr (12 giugno 1405 - 30 novembre 1406 eletto papa con il nome di Gregorio XII)
  - Titolo vacante (1406 - 1409)
- Antonio Calvi (2 luglio 1409 - 2 ottobre 1411 deceduto)
  - Guillaume Fillastre (o Philastrius) (6 giugno 1411 - 6 novembre 1428 deceduto), pseudocardinale dell'antipapa Giovanni XXIII
- Angelotto Fosco (19 settembre 1431 - 12 settembre 1444 deceduto)
  - Bartolomeo Vitelleschi (6 aprile 1444 - 14 luglio 1449 dimesso), pseudocardinale dell'antipapa Felice V
- Pietro Barbo (16 giugno 1451 - 30 agosto 1464 eletto papa con il nome di Paolo II)
  - Titolo vacante (1464 - 1467)
- Marco Barbo (2 ottobre 1467 - 6 novembre 1478); in commendam (6 novembre 1478 - 2 marzo 1491 deceduto)
- Lorenzo Cybo de Mari (14 marzo 1491 - 14 maggio 1501); in commendam (14 maggio 1501 - 21 dicembre 1503 deceduto)
- Domenico Grimani (25 dicembre 1503 - 22 settembre 1508); in commendam (22 settembre 1508 - 27 agosto 1523 deceduto)
- Marco Cornaro (14 dicembre 1523 - 20 maggio 1524 nominato cardinale vescovo di Albano)
  - Titolo vacante (1524 - 1527)
- Francesco Pisani (3 maggio 1527 - 29 maggio 1555); in commendam (29 maggio 1555 - 21 giugno 1564 deceduto)
- Luigi Cornaro (21 giugno 1564 - 2 giugno 1568 nominato cardinale presbitero dei Santi Vitale, Valeria, Gervasio e Protasio)
- Alvise Pisani (2 giugno 1568 - 3 giugno 1570 deceduto)
- Luigi Cornaro (9 giugno 1570 - 10 maggio 1584 deceduto)
- Giovanni Francesco Commendone (14 maggio 1584 - 26 dicembre 1584 deceduto)
- Agostino Valier (14 gennaio 1585 - 1º giugno 1605 nominato cardinale vescovo di Palestrina)
- Giovanni Dolfin (1º giugno 1605 - 23 giugno 1621 nominato cardinale presbitero di San Girolamo dei Croati)
- Matteo Priuli (23 giugno 1621 - 13 marzo 1624 deceduto)
- Pietro Valier (18 marzo 1624 - 9 aprile 1629 deceduto)
- Federico Corner (26 aprile 1629 - 19 novembre 1646 nominato cardinale presbitero di Santa Maria in Trastevere)
- Marcantonio Bragadin (19 novembre 1646 - 28 marzo 1658 deceduto)
- Cristoforo Widmann (1º aprile 1658 - 30 settembre 1660 deceduto)
- Pietro Vito Ottoboni (15 novembre 1660 - 13 settembre 1677 nominato cardinale presbitero di Santa Maria in Trastevere)
- Gregorio Barbarigo (13 settembre 1677 - 18 giugno 1697 deceduto)
- Marco Antonio Barbarigo (1º luglio 1697 - 26 maggio 1706 deceduto)
- Giambattista Rubini (25 giugno 1706 - 17 febbraio 1707 deceduto)
- Giovanni Alberto Badoer (11 luglio 1712 - 17 maggio 1714 deceduto)
- Luigi Priuli (28 maggio 1714 - 15 marzo 1720 deceduto)
- Pietro Priuli (6 maggio 1720 - 22 gennaio 1728 deceduto)
- Angelo Maria Quirini, O.S.B.Cas. (8 marzo 1728 - 11 marzo 1743); in commendam (11 marzo 1743 - 6 gennaio 1755 deceduto)
- Carlo della Torre di Rezzonico (17 febbraio 1755 - 6 luglio 1758 eletto papa con il nome di Clemente XIII)
- Daniele Dolfin (19 luglio 1758 - 13 marzo 1762 deceduto)
- Antonio Marino Priuli (19 aprile 1762 - 26 ottobre 1772 deceduto)
- Carlo Rezzonico (14 dicembre 1772 - 15 marzo 1773); in commendam (15 marzo 1773 - 26 gennaio 1799 deceduto)
- Ludovico Flangini (2 aprile 1800 - 24 maggio 1802 nominato cardinale presbitero di Sant'Anastasia)
  - Titolo vacante (1802 - 1816)
- Luigi Ercolani, diaconia pro illa vice (23 settembre 1816 - 14 aprile 1817); (14 aprile 1817 - 10 dicembre 1825 deceduto)
  - Titolo vacante (1825 - 1829)
- Karl Kajetan Graf von Gaisruck (21 maggio 1829 - 19 novembre 1846 deceduto)
- Charles Januarius Acton (21 dicembre 1846 - 23 giugno 1847 deceduto)
- Giacomo Piccolomini (4 ottobre 1847 - 17 agosto 1861 deceduto)
- Pietro de Silvestri (27 settembre 1861 - 19 novembre 1875 deceduto)
- Domenico Bartolini (3 aprile 1876 - 2 ottobre 1887 deceduto)
- Michelangelo Celesia, O.S.B.Cas. (25 novembre 1887 - 14 aprile 1904 deceduto)
- József Samassa (6 dicembre 1906 - 20 agosto 1912 deceduto)
- Franz Xaver Nagl (2 dicembre 1912 - 4 febbraio 1913 deceduto)
- Friedrich Gustav Piffl, C.R.S.A. (8 settembre 1914 - 21 aprile 1932 deceduto)
- Elia Dalla Costa (16 marzo 1933 - 22 dicembre 1961 deceduto)
- Giovanni Urbani (19 marzo 1962 - 17 settembre 1969 deceduto)
  - Titolo vacante (1969 - 1973)
- Albino Luciani (5 marzo 1973 - 26 agosto 1978 eletto papa con il nome di Giovanni Paolo I)
- Marco Cé (30 giugno 1979 - 12 maggio 2014 deceduto)
  - Titolo vacante (2014 - 2018)
- Angelo De Donatis, dal 28 giugno 2018